# Roccapiemonte
Roccapiemonte ist eine italienische Stadt mit 8688 Einwohnern (Stand 31. Dezember 2023) in der Provinz Salerno in der Region Kampanien.

## Bevölkerungsentwicklung
| Jahr | Einwohner |  | Jahr | Einwohner |
| ---- | --------- |  | ---- | --------- |
| 1861 | 3744      |  | 1951 | 5804      |
| 1871 | 3819      |  | 1961 | 6373      |
| 1881 | 3926      |  | 1971 | 6693      |
| 1901 | 4375      |  | 1981 | 7762      |
| 1911 | 4371      |  | 1991 | 8751      |
| 1921 | 4745      |  | 2001 | 9113      |
| 1931 | 5022      |  | 2016 | 9067      |
| 1936 | 5296      |  |      |           |

## Söhne und Töchter der Stadt
- Guerino Grimaldi (1916–1992), Erzbischof von Salerno-Campagna-Acerno